# سوفولك (فيرجينيا)
سوفولك (بالإنجليزية: Suffolk, Virginia)‏ هي مدينة تقع في الولايات المتحدة في فيرجينيا. يقدر عدد سكانها بـ 84,585 نسمة ومساحتها 1,111.11 كم2 وترتفع عن سطح البحر 11 متر.

## التركيبة السكانية
حدّد مكتب تعداد الولايات المتحدة بيانات التركيبة السكانية لسوفولك في تعداد الولايات المتحدة. في ما يلي، التركيبة السكانية حسب تعدادي 2000 و2010.

### تعداد عام 2000
بلغ عدد سكان سوفولك 63,677 نسمة بحسب تعداد عام 2000، وبلغ عدد الأسر 23,283 أسرة وعدد العائلات 17,730 عائلة مقيمة في المدينة. في حين سجلت الكثافة السكانية 57.3 نسمة لكل كيلومتر مربع (148.4/ميل2). وبلغ عدد الوحدات السكنية 24,704 وحدة بمتوسط كثافة قدره 22.2 لكل كيلومتر مربع (57.5/ميل2).
وتوزع التركيب العرقي للمدينة بنسبة 53.82% من البيض و43.53% من الأمريكيين الأفارقة و0.30% من الأمريكيين الأصليين و0.77% من الأمريكيين ذوي الأصول الآسيوية و0.02% من سكان جزر المحيط الهادئ و0.37% من الأعراق الأخرى و1.19% من عرقين مختلطين أو أكثر و1.27% من الهسبانيون أو اللاتينيون من أي عرق.
بلغ عدد الأسر 23,283 أسرة كانت نسبة 41.7% منها لديها أطفال تحت سن الثامنة عشر تعيش معهم، وبلغت نسبة الأزواج القاطنين مع بعضهم البعض 55.1% من أصل المجموع الكلي للأسر، ونسبة 16.8% من الأسر كان لديها معيلات من الإناث دون وجود شريك، بينما كانت نسبة 4.2% من الأسر لديها معيلون من الذكور دون وجود شريكة وكانت نسبة 23.9% من غير العائلات. تألفت نسبة 20.2% من أصل جميع الأسر من عدة أفراد يعيشون في نفس المنزل ونسبة 8.1% كانت تتألف من شخص يعيش بمفرده يبلغ من العمر 65 عاماً أو أكثر. وبلغ متوسط حجم الأسرة المعيشية 2.69، أما متوسط حجم العائلات فبلغ 3.09.
بلغ العمر الوسطي للسكان 36.0 عاماً. وكانت نسبة 27.8% من القاطنين تحت سن الثامنة عشر، وكانت نسبة 6.9% بين الثامنة عشر والرابعة والعشرين عاماً، ونسبة 30.6% كانت واقعةً في الفئة العمرية ما بين الخامسة والعشرين والرابعة والأربعين عاماً، ونسبة 22.4% كانت ما بين الخامسة والأربعين والرابعة والستين، ونسبة 10.7% كانت ضمن فئة الخامسة والستين عاماً فما فوق. يوجد لكل 100 أنثى 91.1 ذكر، ويوجد لكل 100 أنثى في الثامنة عشر من عمرها فما فوق 86.9 ذكر.
بلغ متوسط دخل الأسرة في المدينة 41,115 دولارًا، أما متوسط دخل العائلة فبلغ 47,342 دولارًا. وكان متوسط دخل الذكور 35,852 دولارًا مقابل 23,777 دولارًا للإناث. وسجل دخل الفرد الخاص بالمدينة 18,836 دولارًا. وكانت نسبة 10.8% من العائلات ونسبة 13.2% من السكان تحت خط الفقر، وكان من هؤلاء نسبة 18.6% تحت سن الثامنة عشر ونسبة 11.2% في الخامسة والستين من العمر وما فوق.

### تعداد عام 2010
بلغ عدد سكان سوفولك 84,585 نسمة بحسب تعداد عام 2010، وبلغ عدد الأسر 30,868 أسرة وعدد العائلات 23,135 عائلة مقيمة في المدينة. في حين سجلت الكثافة السكانية 76.1 نسمة لكل كيلومتر مربع (197.1/ميل2). وبلغ عدد الوحدات السكنية 33,035 وحدة بمتوسط كثافة قدره 29.7 لكل كيلومتر مربع (76.9/ميل2).
وتوزع التركيب العرقي للمدينة بنسبة 52.25% من البيض و42.70% من الأمريكيين الأفارقة و0.32% من الأمريكيين الأصليين و1.60% من الأمريكيين ذوي الأصول الآسيوية و0.06% من سكان جزر المحيط الهادئ و0.77% من الأعراق الأخرى و2.30% من عرقين مختلطين أو أكثر و2.86% من الهسبانيون أو اللاتينيون من أي عرق.
بلغ عدد الأسر 30,868 أسرة كانت نسبة 39% منها لديها أطفال تحت سن الثامنة عشر تعيش معهم، وبلغت نسبة الأزواج القاطنين مع بعضهم البعض 54.5% من أصل المجموع الكلي للأسر، ونسبة 16.2% من الأسر كان لديها معيلات من الإناث دون وجود شريك، بينما كانت نسبة 4.2% من الأسر لديها معيلون من الذكور دون وجود شريكة وكانت نسبة 25.1% من غير العائلات. تألفت نسبة 20.9% من أصل جميع الأسر من عدة أفراد يعيشون في نفس المنزل ونسبة 7.9% كانت تتألف من شخص يعيش بمفرده يبلغ من العمر 65 عاماً أو أكثر. وبلغ متوسط حجم الأسرة المعيشية 2.70، أما متوسط حجم العائلات فبلغ 3.12.
بلغ العمر الوسطي للسكان 37.9 عاماً. وكانت نسبة 26.2% من القاطنين تحت سن الثامنة عشر، وكانت نسبة 7.9% بين الثامنة عشر والرابعة والعشرين عاماً، ونسبة 26.9% كانت واقعةً في الفئة العمرية ما بين الخامسة والعشرين والرابعة والأربعين عاماً، ونسبة 27.6% كانت ما بين الخامسة والأربعين والرابعة والستين، ونسبة 11.5% كانت ضمن فئة الخامسة والستين عاماً فما فوق. وتوزع التركيب الجنسي للسكان بنسبة 48% ذكور و52% إناث.

## توأمة
لسوفولك (فيرجينيا) اتفاقيات توأمة مع:
- أوديرزو

## أعلام
- إدوارد إيفرت هولاند
- لورنس إس. بيكر
- روري سبارو
- لويس فرانكلين باول الابن
- جيمس بيل
- فيليس غوردون
- تشارلي بيرد